# 푸드 프로세서

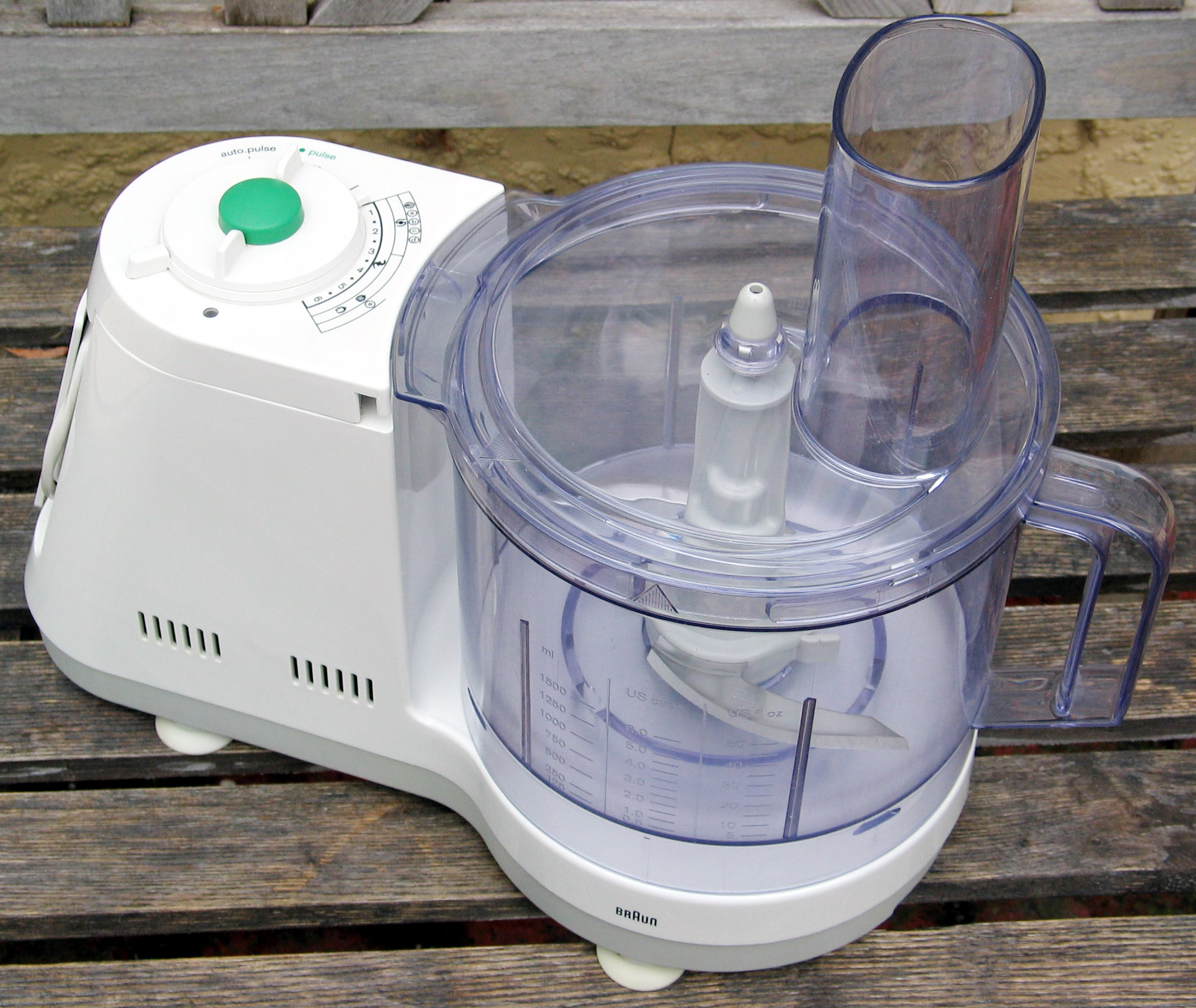

푸드 프로세서(Food processor)는 음식을 준비할 때 반복적인 작업을 용이하게 하기 위해 사용되는 주방 용품이다. 오늘날 이 용어는 거의 항상 전기 모터 구동 기기를 의미하지만 "푸드 프로세서"라고도 하는 일부 수동 장치도 있다.
푸드 프로세서는 여러 형태의 블렌더와 유사하다. 푸드 프로세서는 일반적으로 사용 중에 액체가 거의 또는 전혀 필요하지 않으며 잘게 잘린 제품도 어느 정도 질감을 유지한다. 그러나 블렌더는 칼날이 음식을 적절하게 섞기 위해 정해진 양의 액체가 필요하며 출력도 더 유동적이다. 푸드 프로세서는 혼합하고, 자르고, 깍둑썰기하고, 얇게 썰는 데 사용되므로 식사를 더 빠르게 준비할 수 있다.

## 역사
최초의 전기 식품 가공기 중 하나는 1946년 독일 회사 일렉트로스타(Electrostar)가 소개한 스타믹스(Starmix)였다. 기본 유닛은 단순한 블렌더와 비슷했지만, 빵을 슬라이스하기, 우유 원심분리기, 아이스크림 그릇들을 위한 부속품을 포함한 많은 액세서리가 있었다. 전기 모터가 비쌌던 시대에 식품 가공기의 기본 장치가 진공 청소기를 구동할 수 있는 피콜로도 개발되었다. 1960년대에 알브레히트 폰 괴르츠(Albrecht von Goertz)는 스타믹스 MX3(Starmix MX3) 푸드 프로세서를 설계했다. 비록 프로세서의 성공에 힘입어 1968년 회사 전체가 스타믹스로 이름이 바뀌었지만 나중에는 진공청소기와 전기 손 건조기에 주력했고 마지막 믹서는 2000년쯤에 생산되었다. 프랑스에서는 식품을 가공하는 기계의 개념이 케이터링 회사의 영업사원인 피에르 베르됭(Pierre Verdun)은 고객이 부엌에서 자르고, 썰고, 섞는 데 많은 시간을 보내는 것을 관찰하면서 시작되었다. 그는 간단하지만 효과적인 해결책, 즉 바닥에 회전하는 칼날이 있는 그릇을 만들었다. 1960년에 이는 케이터링 산업을 위한 상업용 "식품 가공기"를 제조하기 위해 설립된 회사인 로봇쿠페(Robot-Coupe)로 발전했다. 1960년대 후반에는 강력한 상업용 유도 모터로 구동되는 상업용 식품 가공기가 생산되었다. 로봇쿠페의 마기믹스(Magimix) 푸드 프로세서는 1974년 모델 1800을 시작으로 프랑스에서 영국에 도착했다. 그 후 영국 회사인 켄우드 리미티드(Kenwood Limited)는 1979년에 자체 최초의 켄우드 푸드 프로세서인 '프로세서 디럭스'를 시작했다.
칼 손트하이머(Carl Sontheimer)는 1973년에 미국 최초의 국내 식품 가공업체인 쿠진아트(Cuisinart) 브랜드로 동일한 마기믹스 1800 식품 가공기를 북미에 출시했다. 손트하이머는 로봇쿠페와의 계약이 만료된 1980년에 새로운 일본산 푸드 프로세서를 즉시 출시하기 위해 1977년 일본 제조업체와 새 모델을 생산하기로 계약을 맺었다.

## 기능
푸드 프로세서는 일반적으로 부착물이나 칼날의 위치와 유형에 따라 여러 기능을 갖는다. 좀 더 어려운 작업으로는 딱딱한 반죽 반죽하기, 생당근 자르기, 단단한 치즈 자르기 등이 있으며, 이 작업에는 더 강력한 모터가 필요할 수 있다. 블렌더 및 착즙기 부착물과 같은 액세서리를 사용하면 푸드 프로세서가 다른 기기의 역할을 수행할 수 있다.

## 설계 및 운영
장치의 기초부에는 수직 샤프트를 회전시키는 모터가 있다. 일반적으로 투명한 플라스틱으로 만들어진 그릇이 샤프트 주위에 맞는다. 절단 칼날을 샤프트에 부착할 수 있다. 이는 그릇 바닥 근처에서 작동하도록 맞춰진다. 파쇄 또는 슬라이싱 디스크를 대신 부착할 수 있다. 이것들은 그릇 상단 근처에서 회전한다. 그런 다음 피드 튜브(feed tube)가 있는 뚜껑을 그릇에 장착한다.
거의 모든 최신 푸드 프로세서에는 그릇이 바닥에 제대로 고정되지 않거나 뚜껑이 그릇에 제대로 고정되지 않은 경우 모터 작동을 방지하는 안전 장치가 있다.

## 같이 보기
- 블렌더
- 제빵기
- 전기 압력 조리
- 식품 가공
- 강판, 전기제품이 아닌 주방용 절삭 기구
- 가사지원 로봇
- 채칼, 일부 푸드 프로세서와 유사한 스타일의 블레이드를 사용하는 주방용 절단 장치